# Jacques Flash (périodique)
Pour les articles homonymes, voir Jacques Flash.
Jacques Flash est une revue de petit format de l'éditeur Jeunesse et Vacances qui a eu six numéros de février 1977 à décembre 1977 au format 20x27 cm.
En plus des aventures de Jacques Flash (Pierre Castex et René Deynis), y paraissent également Davy Crockett (Jean Ollivier et Kline) et Ragnar le Viking (Jean Ollivier et Eduardo Coelho). Il s'agit de reprises de matériel paru dans Vaillant.

## Les Séries
- Jacques Flash (Pierre Castex et René Deynis).
- Davy Crockett (Jean Ollivier et Kline).
- Ragnar le Viking (Jean Ollivier et Eduardo Coelho).